# Akiko (krater)
För andra betydelser, se Akiko.
Akiko är en nedslagskrater med en diameter på 17 kilometer, på planeten Venus. Akiko har fått sitt namn efter den japanska poeten Akiko Yosano.